# Ophiopogon cordylinoides
Ophiopogon cordylinoides là một loài thực vật có hoa trong họ Măng tây. Loài này được Prain mô tả khoa học đầu tiên năm 1898.